# Фонуа, Амини
Амини Туитаваке Бриттеон Фонуа (англ. Amini Tuitavake Britteon Fonua; род. 14 декабря 1989 года) — пловец из Тонги, участник Олимпийских игр 2012 года.

## Карьера
На Церемонии открытия летних Олимпийских игр 2012 был знаменосцем команды Тонги. Выступил в соревнованиях брассом среди мужчин на 100 метров, где занял 41 место и не прошёл в полуфинал.

## Личная жизнь
Амини Фонуа — открытый гей. Он совершил камин-аут в студенческой газете своего университета в 2013 году.